# Rwanda aux Jeux olympiques d'été de 2024
Le Rwanda participe aux Jeux olympiques de 2024 à  Paris.  Il s'agit de sa 11e participation à des Jeux d'été.
Le coureur cycliste Eric Manizabayo et l'athlète Clementine Mukandanga (en) sont les porte-drapeaux de la délégation rwandaise.

## Athlètes engagés
| Sport      | Hommes | Femmes | Total |
| ---------- | ------ | ------ | ----- |
| Athlétisme | 1      | 1      | 2     |
| Cyclisme   | 1      | 2      | 3     |
| Escrime    | 0      | 1      | 1     |
| Natation   | 1      | 1      | 2     |
| Total      | 3      | 5      | 8     |

## Résultats

### Athlétisme
| Athlète               | Épreuve           | Finale             | Finale |
| Athlète               | Épreuve           | Temps              | Rang   |
| --------------------- | ----------------- | ------------------ | ------ |
| Yves Nimubona         | 10 000 m masculin | 27 min 54 s 12     | 21e    |
| Clementine Mukandanga | Marathon féminin  | 2 h 45 min 40 s SB | 77e    |

### Cyclisme
| Athlète           | Compétition               | Temps         | Rang |
| ----------------- | ------------------------- | ------------- | ---- |
| Eric Manizabayo   | Course en ligne masculine | DNF           | DNF  |
| Diane Ingabire    | Course en ligne féminine  | DNF           | DNF  |
| Diane Ingabire    | Contre-la-montre féminine | 48 min 5 s 24 | 35e  |
| Jazilla Mwamikazi | Cross-country féminin     | à 5 tours     | 34e  |

### Escrime
| Athlète          | Compétition       | 1/32 de finale         | Seizièmes de finale | Huitièmes de finale | Quarts de finale | Demi-finales / Classement | Finale / Classement | Rang |
| Athlète          | Compétition       | Adversaire Score       | Adversaire Score    | Adversaire Score    | Adversaire Score | Adversaire Score          | Adversaire Score    | Rang |
| ---------------- | ----------------- | ---------------------- | ------------------- | ------------------- | ---------------- | ------------------------- | ------------------- | ---- |
| Uwihoreye Tufaha | Épée individuelle | Yoshimura Défaite 7-15 | Éliminée            | Éliminée            | Éliminée         | Éliminée                  | Éliminée            | 36e  |

### Natation
| Athlète               | Épreuve                 | Séries  | Séries | Demi-finales | Demi-finales | Finale   | Finale   |
| Athlète               | Épreuve                 | Temps   | Rang   | Temps        | Rang         | Temps    | Rang     |
| --------------------- | ----------------------- | ------- | ------ | ------------ | ------------ | -------- | -------- |
| Oscar Peyre Mitilla   | 100 m papillon masculin | 58 s 77 | 38e    | Éliminé      | Éliminé      | Éliminé  | Éliminé  |
| Lidwine Umuhoza Uwase | 50 m nage libre féminin | 32 s 03 | 70e    | Éliminée     | Éliminée     | Éliminée | Éliminée |